# Macauley Appah
Macauley Appah (* 1. října 1960) je bývalý nigerijský zápasník, volnostylař. V roce 1984 na olympijských hrách v Los Angeles v kategorii do 90 kg vybojoval páté místo. Ve stejném roce zvítězil na africkém šampionátu.